# Tomasz Bystroński
Tomasz Wiesław Bystroński (ur. 23 marca 1953 w Strykowie) – polski samorządowiec, naczelnik i następnie wójt gminy Nowosolna (1987–2014).

## Życiorys
Uzyskał wykształcenie wyższe. Ukończył także studium podyplomowe gospodarki samorządu terytorialnego w Szkole Głównej Handlowej w Warszawie. Od 1973 pracował jako technolog w strykowskich zakładach chemicznych, następnie w latach 1977–1979 kierował referatem gospodarki komunalnej w urzędzie miasta i gminy. W latach 70. i 80. był działaczem Związku Młodzieży Wiejskiej i Ligi Ochrony Przyrody.
W 1987 objął urząd naczelnika gminy Nowosolna. W 1990 po reaktywacji samorządu terytorialnego został powołany na urząd wójta tej gminy, wybierany następnie ponownie przez radnych w 1994 i w 1998. Po wprowadzeniu bezpośrednich wyborów wójta, uzyskiwał reelekcję w 2002 w I turze, w 2006 w II turze i w 2010 w II turze. Kandydował z ramienia lokalnych komitetów, będąc członkiem Polskiego Stronnictwa Ludowego. W 2014 nie został wybrany na kolejną kadencję.
Jest także działaczem Ludowych Zespołów Sportowych, zasiadał w radzie wojewódzkiej zrzeszenia LZS. Od 2002 wybierany w skład zarządu Związku Gmin Wiejskich RP. Przez trzy kadencje (2003–2012) reprezentował stronę samorządową w Radzie Działalności Pożytku Publicznego.

## Odznaczenia
Odznaczony Złotym Krzyżem Zasługi (1996), Krzyżem Kawalerskim (2005) oraz Krzyżem Oficerskim (2010) Orderu Odrodzenia Polski, a także Odznaką Honorową za Zasługi dla Samorządu Terytorialnego (2015).